# Hydrophorus angustifacies
Hydrophorus angustifacies är en tvåvingeart som beskrevs av Hurley 1985. Hydrophorus angustifacies ingår i släktet Hydrophorus och familjen styltflugor. Inga underarter finns listade i Catalogue of Life.